# Pagoda

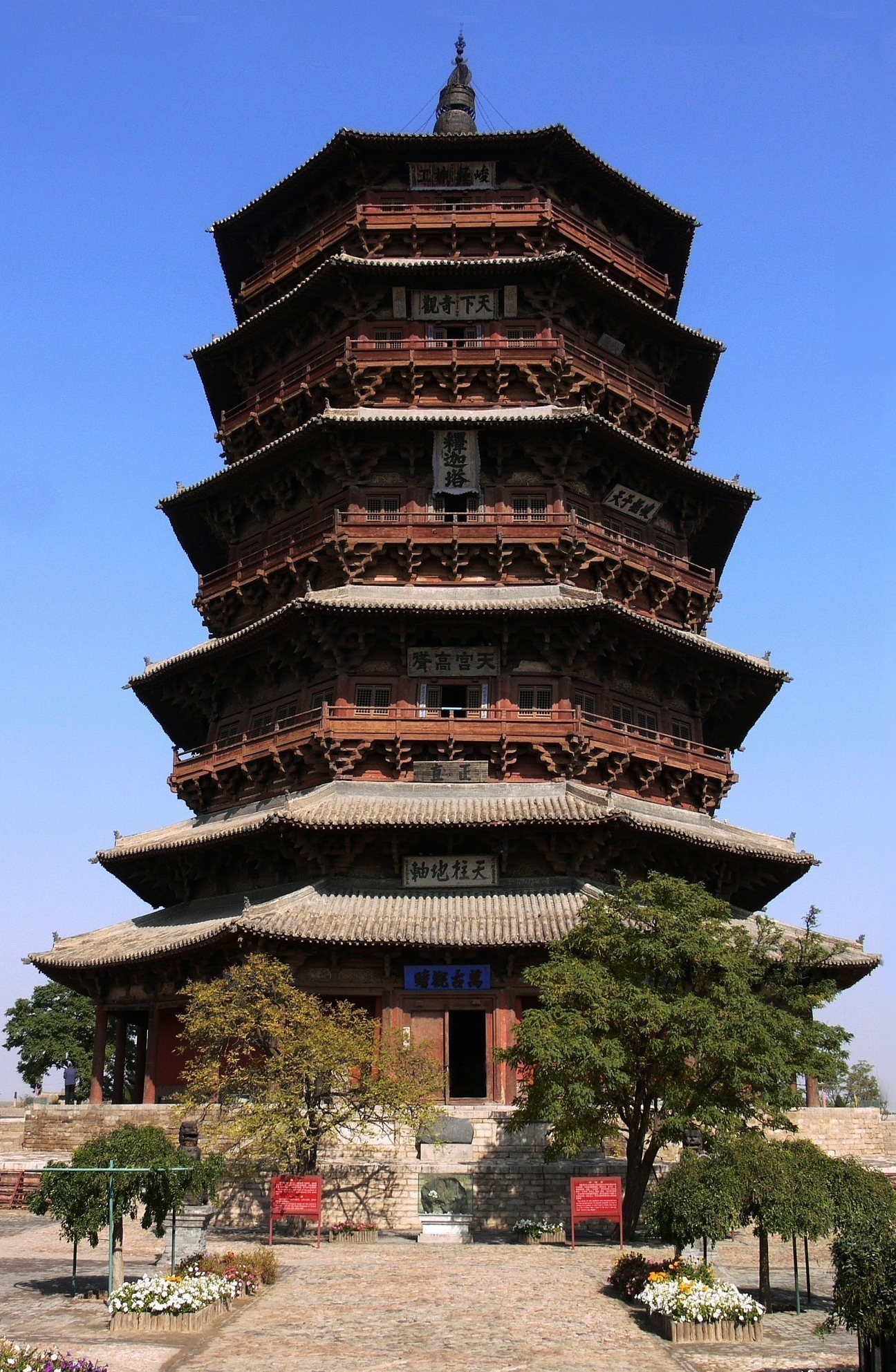
Egy 1056-ban épült kínai pagoda

A pagoda toronyszerű, többszintes, kőből, téglából vagy fából készült építmény, főként Kelet- és Délkelet-Ázsiában; általában buddhista templomegyüttes része. A pagoda az ősi indiai sztúpából alakult ki, amely rendszerint egy szent ember vagy király földi maradványai, ill. ereklyéi fölé emelt, kupola alakú emlékmű.
A hagyományos indiai félgömb boltozatú sztúpából Délkelet- és Kelet-Ázsiában az adott helyre jellemző meghatározott formák alakultak ki. A tetődísz, a sztúpát megkoronázó dekoratív ornamens megnyújtottabb, hengeresebb alakot öltött, míg a sztúpa felső része elvékonyodott, toronyszerű formát kapott. Ezt a típust mint szent relikviák őrzésére megfelelő emlékművet átvette a buddhizmus, s ezzel ismerkedtek meg pagoda néven a nyugatiak. A tibeti és nepáli buddhista pagodák palack formájúak; Mianmarban, Thaiföldön, Kambodzsában és Laoszban viszont a gúla vagy kúp alak a jellemző; a legismertebb pagodatípus Kínában, Koreában és Japánban jött létre. Ez magas torony, melyen az alsó szint formája lépcsőzetesen ismétlődik, felfelé egyenletesen csökkenő arányban. Az emeletek lehetnek kör alakúak, négyzetesek vagy sokszögűek. A kelet-ázsiai pagodánál minden egyes szintet kifelé hajló tető fed, az egész épület pedig korongokkal díszített hegyben végződik. Minthogy a pagodát eredetileg emlékműként emelték, nagyon kevés kihasználható belső tere van.

## Etimológia
Az egyik lehetséges etimológia a nyolcszögletű torony "Pa-Ko-Ta" [八角塔] dél-kínai kiejtésére alapoz, amelyet alátámaszt a korai európai utazók beszámolói a "Pa-Csou-Ta" Pagodáról. Ez az építmény a Kanton város (Kuangcsou) mellett található. Egy másik értelmezés szerint a pagoda szó a perzsa butkada szóból ered (but - "bálvány" és kada, "templom, lakhely"). A magyar nyelv a portugál nyelvből kölcsönözte a pagoda szót, amely a szanszkrit bhagavatt női alakjából, a bhagavati ( "áldott, jó szerencse") szóból ered.

## Galéria

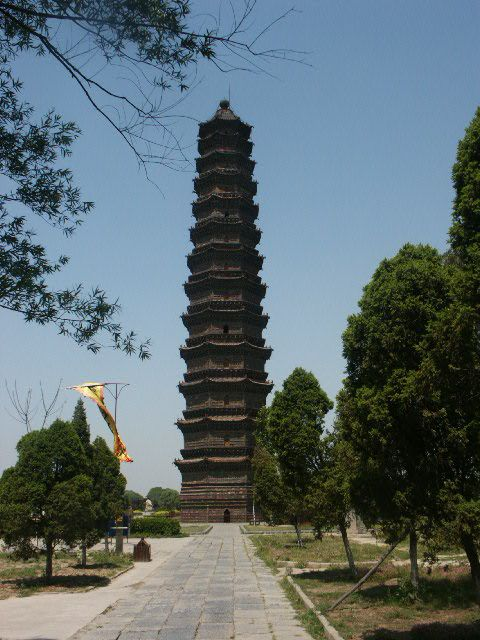
A Vaspagoda, Kajfeng, Kína, épült: 1049
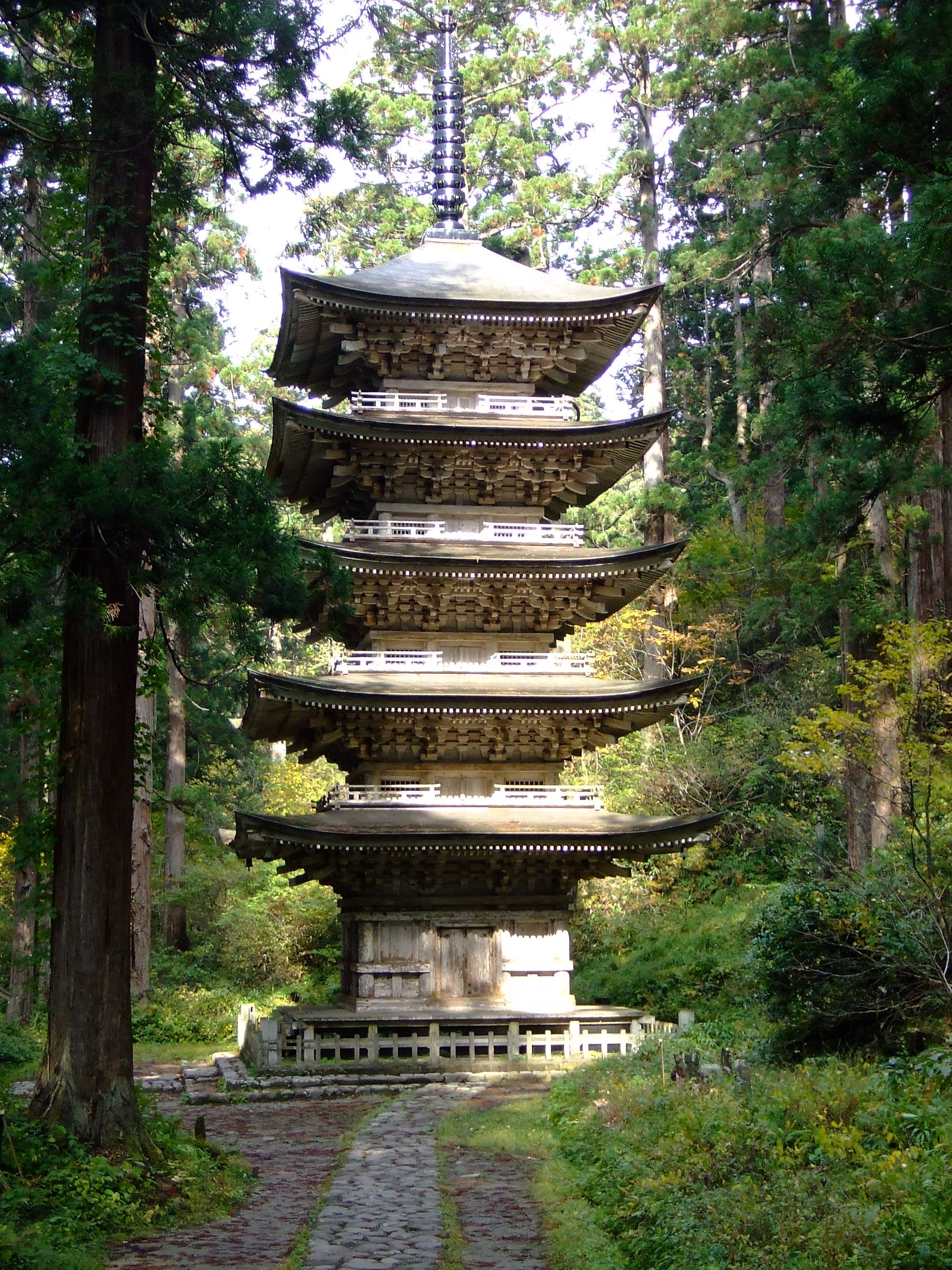
5 emeletes pagoda, Haguro-hegy, Japán
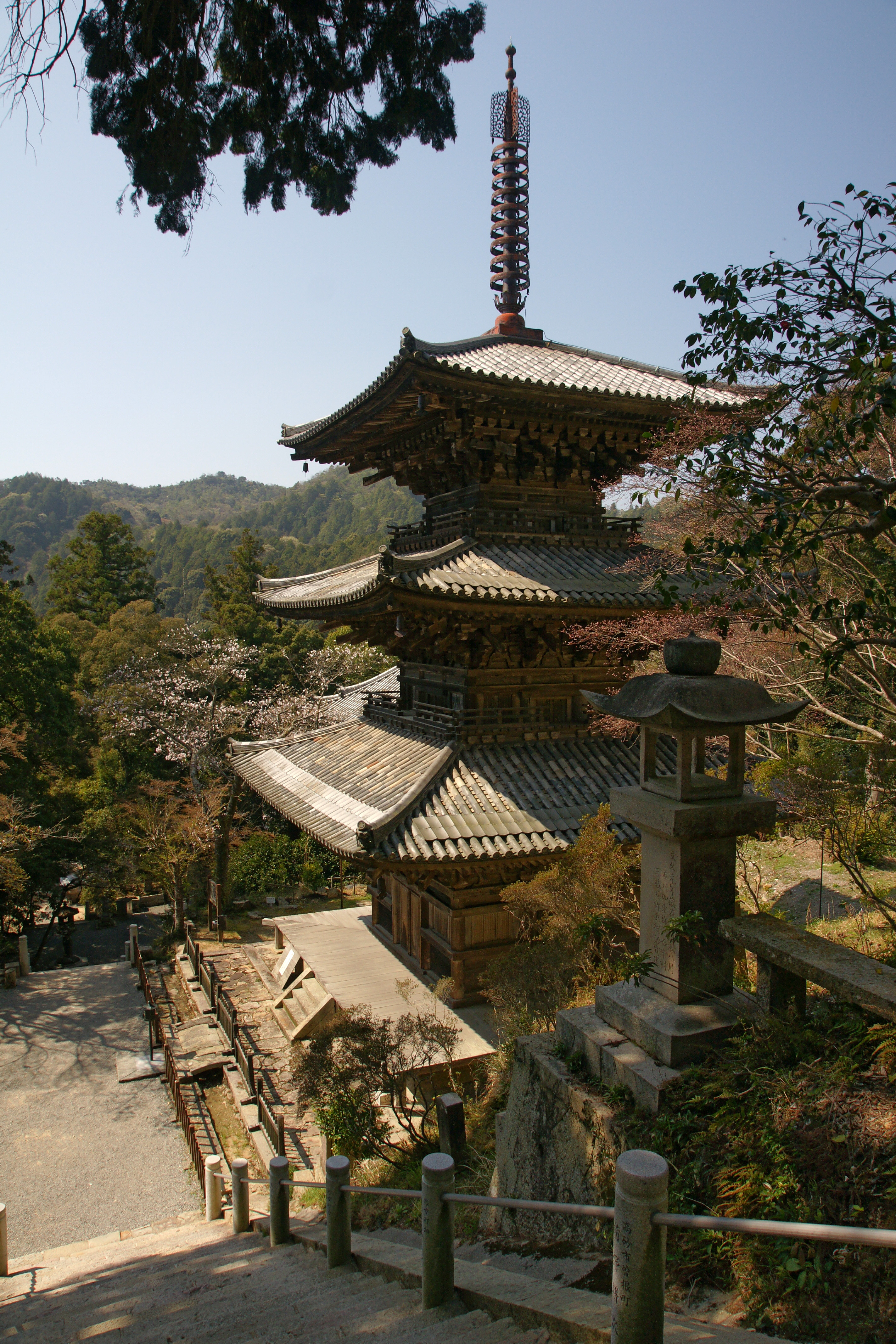
Fából készült háromszintes pagoda, Ichijō-ji, Japán, épült: 1171
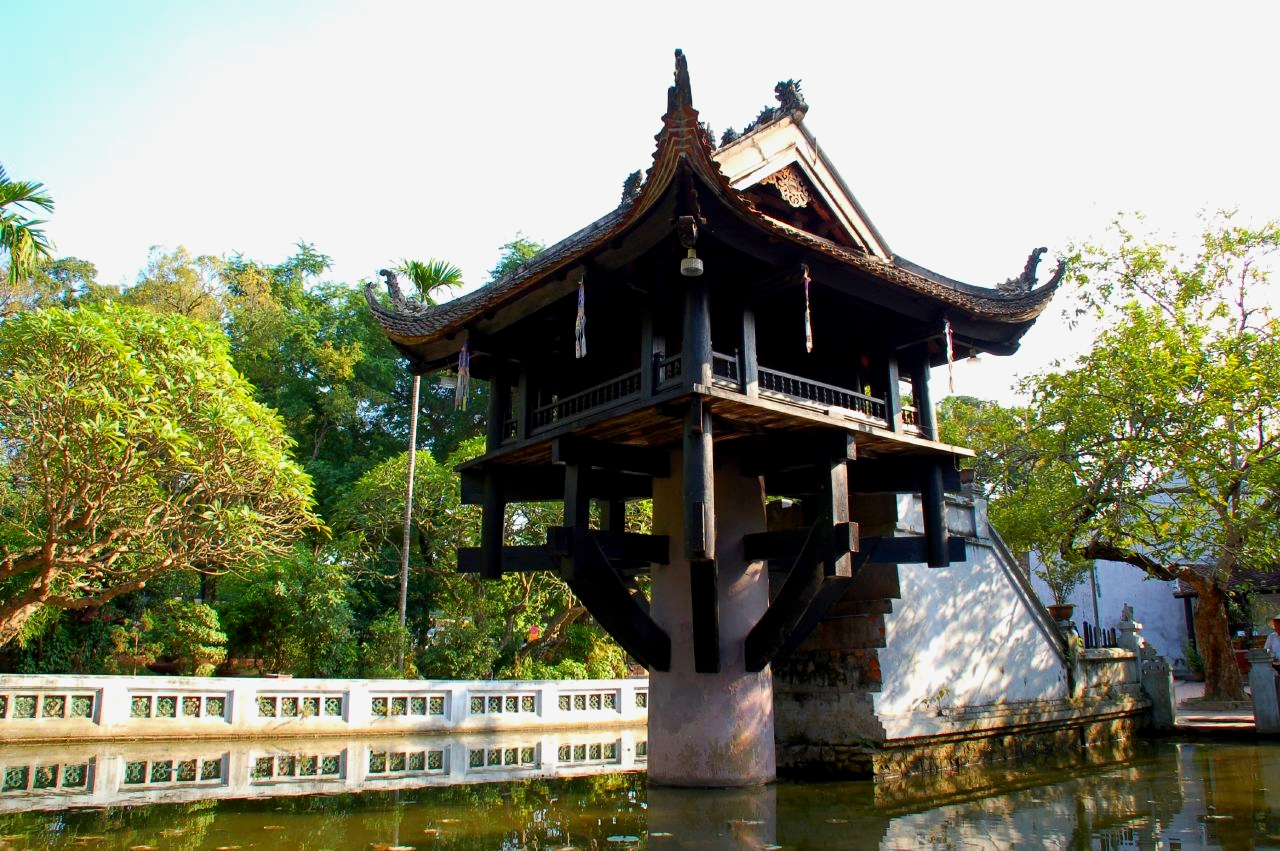
Egy Oszlop Pagoda, Hanoi, Vietnám.
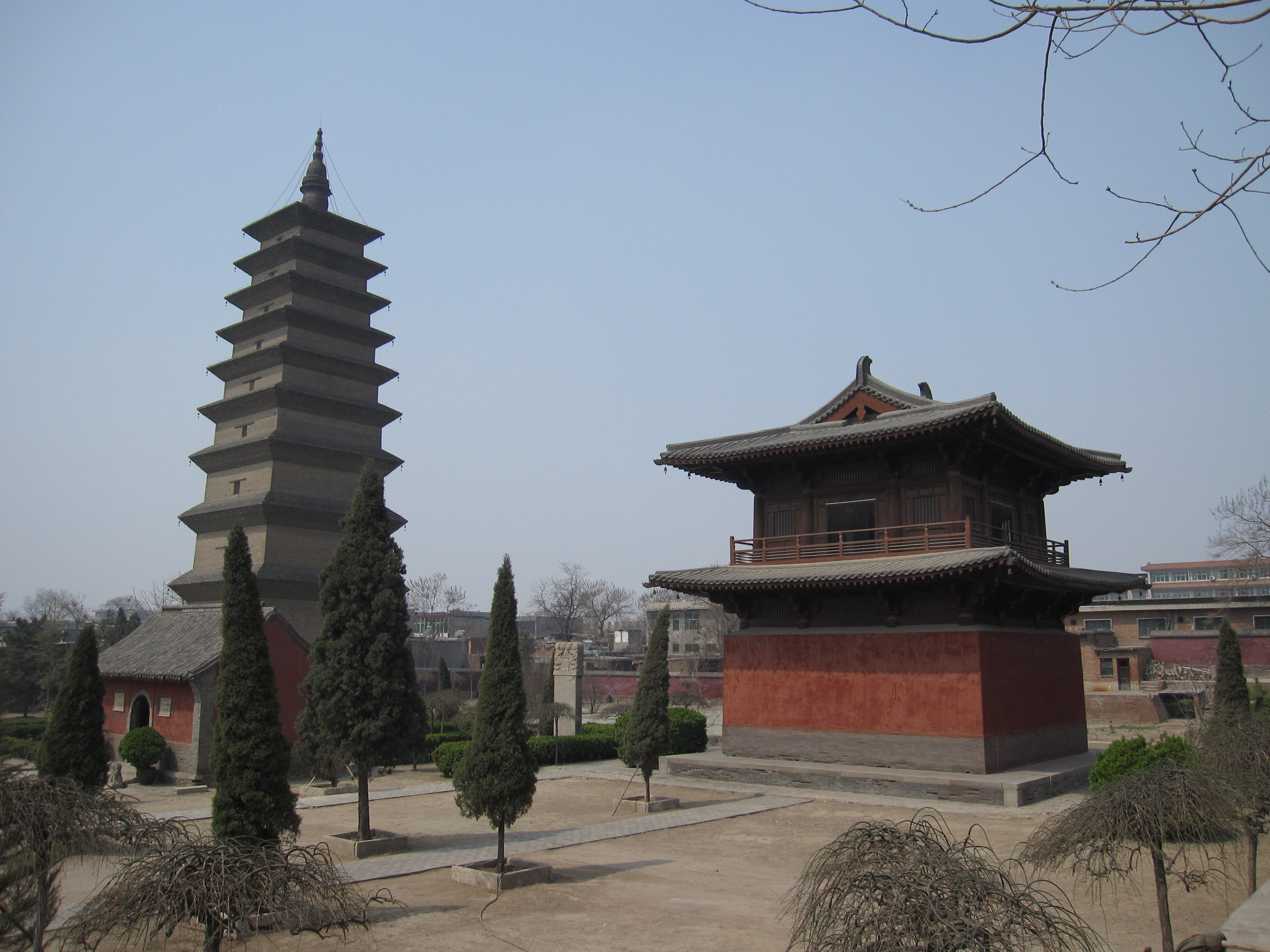
A 9 emeletes Xumi Pagoda, Hebei, Kína, épült: 636
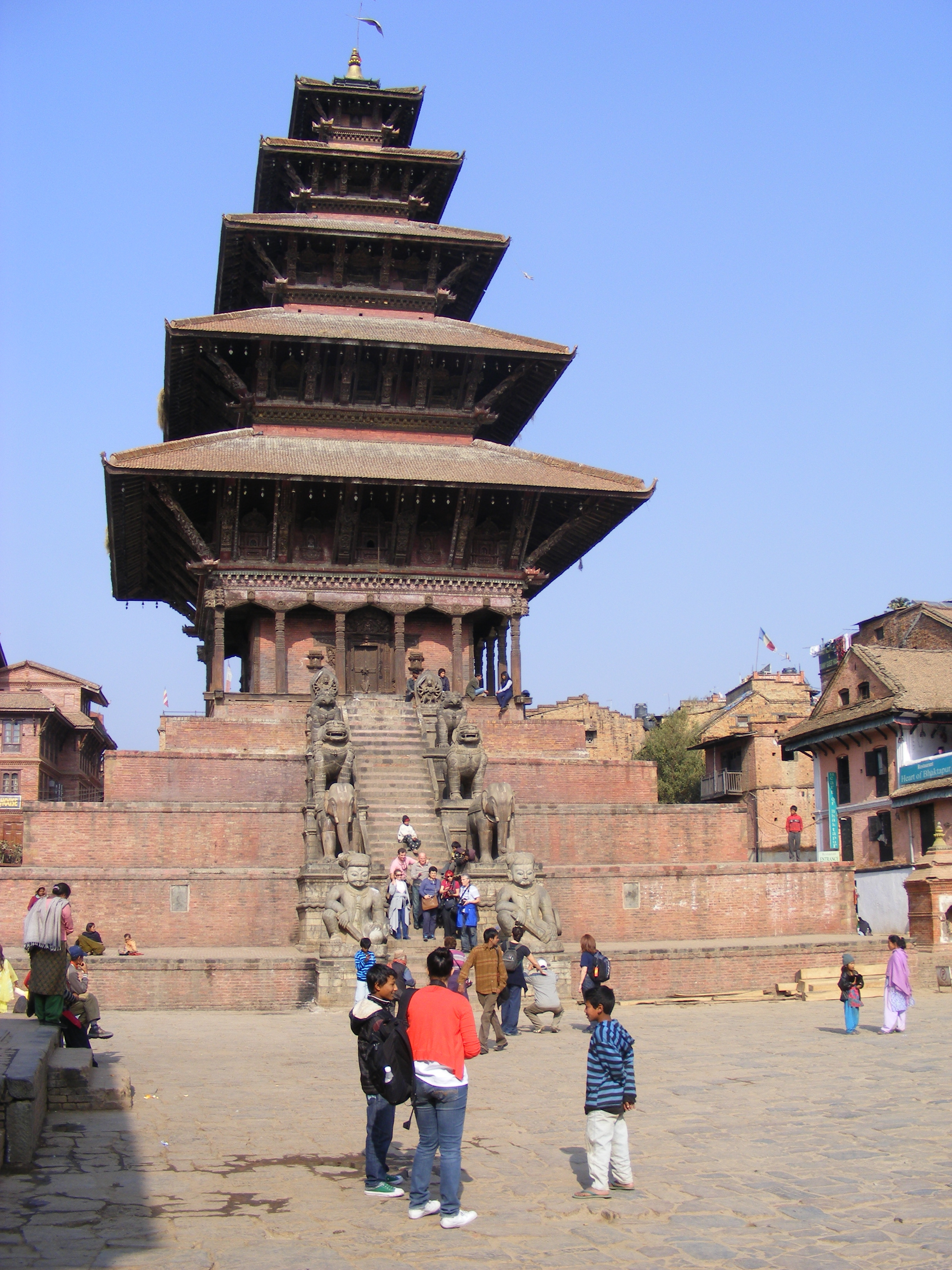
Nyatapola templom, Bhaktapur, Nepál
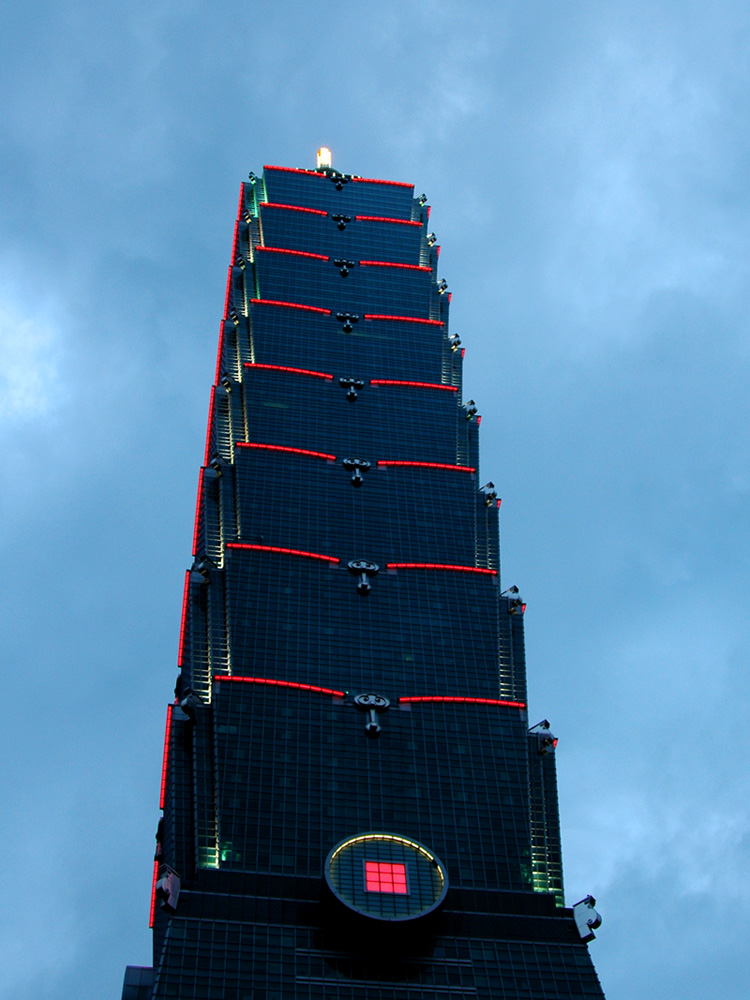
Egy modern pagoda: Taipei 101, Tajpej
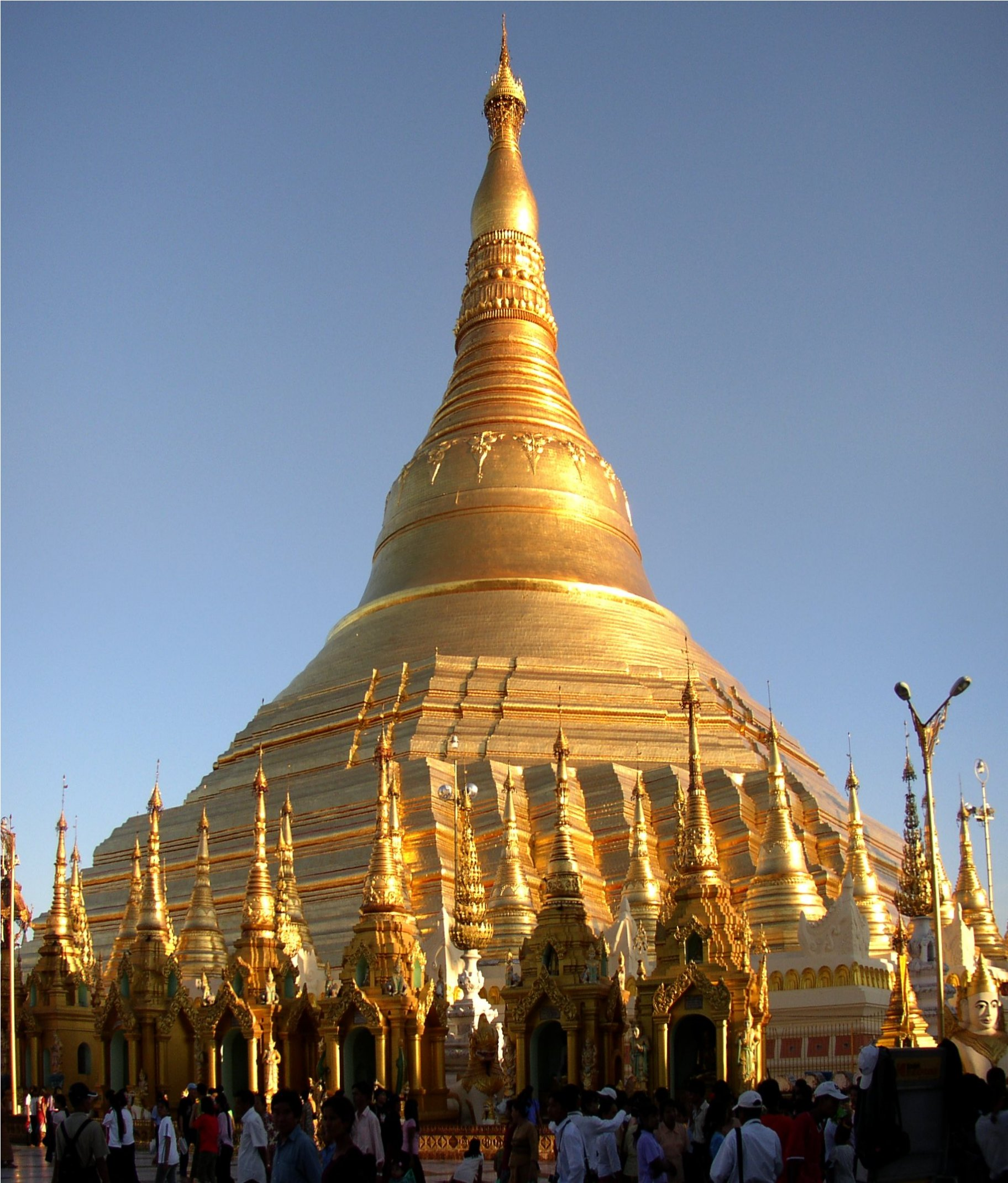
Svedagon pagoda Mianmarban.

## Külső hivatkozások
- www.mimi.hu - Pagoda Archiválva 2012. február 29-i dátummal a Wayback Machine-ben [Tiltott forrás?]